# Простой узел
Просто́й у́зел (разг. уменьш. узело́к, от фр. Nœud Simple; англ. Overhand Knot) — сто́порный временный бытовой узел, который утолщает конец верёвки. Также использовали в качестве временной марки на конце тонкой верёвки, сделанной из растительного материала (пеньки, сизали), чтобы предотвратить распад верёвки на пряди и каболки. Простой узел — самый компактный из узлов, для его завязывания нужен минимум верёвки. Простой узел — надёжный, однако непрочный, снижает прочность верёвки из растительного материала приблизительно вдвое. Сильно затягивается, его трудно развязывать, также повреждает плетение верёвки. Только на верёвках из растительного материала простой узел может быть левым или правым, в зависимости от направления (Z или S) свивки троса, учитывая которую возможно повысить надёжность узла. Является основой многих узлов.
Простой узел, полуштык и полуузел часто путают, хотя это разные узлы, схожие по строению, но различные по использованию. Полуузел — связывающий узел, полуштык — соединяющий узел, простой узел — стопорный узел.
- узелок на конце нити — стопорный узел
- полуузел на середине шнурка с предметом между серединой шнурка и полуузлом — связывающий узел
- полуштык ходовым концом троса, который крепит трос к объекту — соединяющий узел

## Способ завязывания
Существуют 3 способа завязывания простого узла:
- Последовательный способ (Overhand Knot) — сделать колы́шку; вдеть конец верёвки в колышку; потянуть одновременно за коренной и ходовой концы верёвки и затянуть узел
- Бытовой способ — сделать полуузел[2] ходовым концом верёвки, который при затягивании создаёт простой узел (полуузел, завязанный концами двух верёвок не затягивается и не создаёт простого узла). Петля (так называемый «бантик») на простом узле позволяет легче развязать узел
- Ткацкий способ (Thumb Knot — «персто́вый» узел) — сделать колышку на указательном пальце; вдеть конец нити в колышку; затянуть[7]

## Признаки
Плюсы
- Узел — прост[2]
- Узел — основа большинства узлов[2]

Минусы
- Сильно затягивается[2]
- Трудно развязывать[2]
- Повреждает структуру растительного троса[2]
- После развязывания примерно вдвое ослабляет трос в месте развязывания[2]

## Применение
В быту
- Как стопор на конце верёвки
- Узлы, завязанные через равные промежутки на канате для лазания[7][11]
- На конце плети извозчиков[7]
- При пожаре для спуска со второго этажа невысокого дома, простыни связывали прямыми узлами, на ходовых концах завязывали простые узлы в качестве контрольных — так называемый «простынёвый» узел[18][2]

В ткацком деле
- В ткацком деле применяют в качестве стопорного узла на конце нити при шитье[7][19][11]

В морском деле
- Ранее применяли в морском деле в качестве стопорного узла на конце троса для крепления паруса[7]. Позднее простой узел был заменён легче развязываемым (на смоченном морской водой тросе и после нагрузки) узлом «восьмёрка»[7]
- Для предотвращения расплетания троса на конце, если нет времени наложить марку[2][4]
- Завязывали через равные промежутки на наклонных пертах бушприта и утлегаря, чтобы ноги матросов не скользили при работе с передними косыми парусами[2]
- Для крепления деревянных балясин на временных штормтрапах[2]

В рыбацком деле
- Брали «испанский риф» — завязывали верхний угол кливера, чтобы уменьшить его площадь[2]

В спортивном туризме
- В спортивном туризме простой узел применяют в качестве контрольного узла

- Слева направо: простой узел, двойной, тройной
- Простой узел в качестве контрольного, который в туризме называют «скользящим контрольным» узлом
- Простой узел, завязанный на середине верёвки в качестве стопорного узла (или случайно завязавшийся). Если внутрь узла будет помещён предмет, то простой узел станет полуузлом в качестве связывающего узла. Изменение цели завязывания вызывает также изменение названия узла и категории
- «Сезнёвочные штыки» предпочитают при рифлении паруса более, чем «полуштыки», однако на самом деле — это «полуузлы», если снять с опоры, то на тросе останутся «простые» узлы[20]
- Развязывающийся простой узел, завязанный с петлёй, для лёгкого развязывания
- Слева направо: 1, 2 — простой узел на конце троса из растительного материала в качестве временной марки «на скорую руку», предотвращающий расплетание троса на пряди и каболки

## Галерея
- скульптура «Royal Knot» скульптора Шинкичи Тадзири[исп.] в центре Гааги, 1991
- скульптура «Knoop» скульптора Шинкичи Тадзири, торговый центр Hoog Catharijne, Нидерланды, 1978
- скульптура «Knoop» скульптора Шинкичи Тадзири, Венло, 2007
- скульптура «Knoop» скульптора Шинкичи Тадзири, Амстердам, Северная Голландия, Prinsengracht, 1971
- скульптура «Knoop» скульптора Шинкичи Тадзири, Схипхол, Нидерланды, 1974
- скульптура «Non-Violence» скульптора Carl Fredrik Reuterswärd,  Sergelgatan, Стокгольм, 2011
- скульптура «Non-Violence», подаренная шведским представительством по случаю председательства Швеции в Совет управляющих МАГАТЭ, 2019—2020
- скульптура «The Light Knot» скульптора Jeanette Karsten, Brattforsgatan 17, Стокгольм, 2008
- скульптура «The Light Knot» скульптора Jeanette Karsten, Brattforsgatan 10, Стокгольм, 2008
- скульптура «The Knot» скульптора Vince Biffra, Валлетта, Мальта, 2015
- скульптура «Erde» румынского скульптора Joan Thimmel на берегу Саар, 2007
- скульптура, Брюэль
- скульптура «Hembacher Knoten» скульптора Sabine Mädl, Rednitzhembacher Kunstweg, Редницхембах, 2007
- скульптура от Gustav Nonnenmacher
- часть стены старого замка в St. Nicholas Monastery Church, Mesopotam
- Гордиев узел от Франсиско Гарсия Калато, 1993
- Шинкичи Тадзири, Media Park, 1984
- узел от Kim Hamisky, Rue de Bercy, Париж, 1987
- позднесредневековый/ранний постсредневековый серебряный перстень, музей Portable Antiquities Scheme
- серебряное кольцо на палец неизвестной даты (около 600—1900 годы н. э.), музей Portable Antiquities Scheme
- брошь 1900 года, Халльвюльский музей
- браслет, около 1000—945 годы до н. э., Метрополитен-музей
- дверная ручка в городе Хаген
- узел на стене дома, Зольтау
- Миллернтор во время реновации, 2007
- рельефный знак старой пекарни, Сент-Дейвидс
- узел-кокарда Стаффорда[англ.]
- простой узел, как стопор
- атлантическая миксина
- Человеческая кость из книги, 1889
- скульптура Alphabetti Spaghetti, en:Alex Chinneck, en:Canning Town, 2019
- Иллюстрация из книги Boys' Life, 1911
- Сумка-браслет, XIX век, Рейксмюсеум
- рукопись Тальхоффер, Ханс, Alte Armatur und Ringkunst, 1459
- серебренная брошь, раннее Средневековье, Portable Antiquities Scheme
- Шарф из книги Godey's lady's book, 1840
- Тор (мифология) на рыбалке, Госфордский крест, X век
- Картина en:Laurent Jiménez-Balaguer, 2010
- Буква из искусственного языка en:Kēlen, 1998
- Труба двигателя, de:Technische Sammlung Hochhut
- Верёвочная лестница, Оклендский военно-исторический музей
- чертёж каменной гравировки западной двери церкви en:St Margaret and St James' Church, Long Marton
- скульптура Overhandknoop, Шинкичи Тадзири[исп.], Маастрихт, 1998
- Ложка Maggi, Франкфурт-на-Майне
- брошь, Средние века, Portable Antiquities Scheme
- брошь, Средние века, Portable Antiquities Scheme
- Свинцовое литьё, 1200 год—1500 год
- Шведская энциклопедия, том 14, 1911
- Британская энциклопедия
- Выпечка en:nonnevot, XVII век
- Хульда
- Наленч (герб) польских дворянских семей, опубликованный в Stemmata Polonica
- скульптура en:Erich Hauser, Ротвайль
- вывеска Паба, en:Biddulph
- Почтовая марка, Азербайджан
- исламская керамическая лампа для мечетей, гробница Шехзаде Баязид, примерно 1512 год, en:Tiled Kiosk
- Блюдо Tofu skin knot, Фучжу
- Рукопись Codex Tovar, 1585, en:John Carter Brown Library
- скульптура Rope dope grope nope pope, en:Valérie Blass, Монреаль, 2014
- скульптура love knot, en:Knockando Woolmill
- картина en:Yung Jake
- Флаг Кызыла, Республика Тыва, Россия
- бумажный узел
- Узелковое письмо en:Wa States, en:Yunnan Nationalities Museum